# Lunch Time Heroes
Lunch Time Heroes es una película nigeriana de comedia familiar de 2015 dirigida por Seyi Babatope y protagonizada por Dakore Akande, Omoni Oboli, Diana Yekinni, Tina Mba y Tope Tedela.

## Sinopsis
Banke (Diana Yekinni) ha sido asignada para enseñar en una escuela secundaria, y tiene que ganarse el respeto y la atención de los estudiantes y profesores que no la quieren cerca.

## Elenco
- Diana Yekinni como Banke Adewumi
- Dakore Akande como directora Williams
- Tope Tedela como Deji
- Omoni Oboli como Esposa del gobernador (participación especial)
- Wale Macaulay como Goke
- Ade Laoye como Uche
- Kenneth Okolie como Ishola
- Bikiya Graham-Douglas como Aduwo
- Tina Mba como Adewumi
- Udoka Oyeka como Reportero
- Bucci Franklin como Andrew
- Uzo Arukwe como Chris
- Ijeoma Aniebo como Ijeme
- Odenike Odetola como Miriam
- Kada Matthew como Rukevwe
- Deborah Oboh como Diekola
- Christopher Ochinyabo como Femi
- Sunshine Rosman como Amara
- Cassandra Rosman como Kishi
- Louie Obioha como Chimamanda
- Donpet Enebeli como Hakeem
- Tunji Aderibigbe como Moses

## Producción y lanzamiento
La película se rodó en Lagos durante 16 días. Algunos de los niños actores que participan fueron elegidos a través de iglesias locales, y ninguno tenía experiencia previa en la actuación. Antes del comienzo del rodaje, el director Babatope había conseguido que los actores infantiles jugaran en el set de grabación, con el fin de desensibilizarlos a las cámaras y plataformas rodantes dentro del entorno de filmación.
Las imágenes promocionales se lanzaron al público en línea en marzo de 2015. El avance se lanzó en julio de 2015 y, posteriormente, la película tuvo su estreno en FilmHouse Cinema, Surulere, Lagos el 23 de agosto; con el estreno general en cines el 28 de agosto del mismo año. La banda sonora, titulada "I Believe" de Capital Femi, se lanzó en línea el mismo día, con un video musical, que presenta a los actores de la película.

## Recepción de la crítica
Tras estrenarse obtuvo una recepción crítica mixta. Amarachukwu Iwuala de 360Nobs elogió el guion, desarrollo del personaje y banda sonora de la película, pero le criticó por tener varias inconsistencias en su narración. Concluyendo: "Por más previsible que sea la historia de Lunch Time Heroes, por el título de la película y la información de los materiales promocionales, uno disfruta del viaje que conduce al destino final". Yvonne Anoruo elogió la banda sonora, pero destacó la falta de originalidad y varias inconsistencias. Jite Efemuaye comentó: "Lunch Time Heroes es un buen esfuerzo que se ve socavado por una atención poco dedicada a los detalles por parte del director. Aún con todas sus limitaciones, es una película entretenida, que puede ser disfrutada por todos los miembros de la familia, pero es fácilmente olvidable". Yvonne Williams de Nollywood Observer comentó: "Aunque Lunch Time Heroes cautiva con su historia poco común y las brillantes actuaciones de Dakore Akande y Tina Mba, se queda corta en su entrega: humor forzado algo no contagioso, delgadez de la trama, sobreactuación, entre otras cosas. Sin embargo, sin duda sería un placer para los jóvenes y los jóvenes de corazón".